# Cimetière révolutionnaire de Babaoshan
Le cimetière révolutionnaire de Babaoshan (chinois : 八宝山革命公墓 ; pinyin : Bābǎo Shān géming gongmù) est un cimetière de Pékin où sont inhumés les héros révolutionnaires, des hauts fonctionnaires et, ces dernières années, des personnalités reconnues pour leurs contributions à la société. En chinois, Babaoshan signifie littéralement « les montagnes aux huit trésors ». Le cimetière est situé dans le district de Shijingshan, une municipalité située dans l'ouest de Pékin
En 2012, il est annoncé le déplacement de la partie crématorium du cimetière vers le village de Wolonggang, dans le district de Mentougou.